# 薛国强
薛国强（1951年5月—），福建福清人，前中国人民武装警察部队副司令员，武警中将警衔，第九、十届全国人大代表。
薛国强1965年毕业于福清三中，后获南京政治学院本科学历。1968年起长期在武警部队任职，1996年任武警福建总队长。1999年晋升为武警少将警衔。2003年出任武警黄金指挥部主任，次年任武警部队副参谋长。2008年瓮安骚乱期间，他从北京赶到瓮安指导处置工作。2009年升任武警部队副司令员。2010年7月晋升为武警中将警衔。2014年7月，国防大学原副校长王永生转任武警部队副司令员，薛国强退役。